# Сашімі

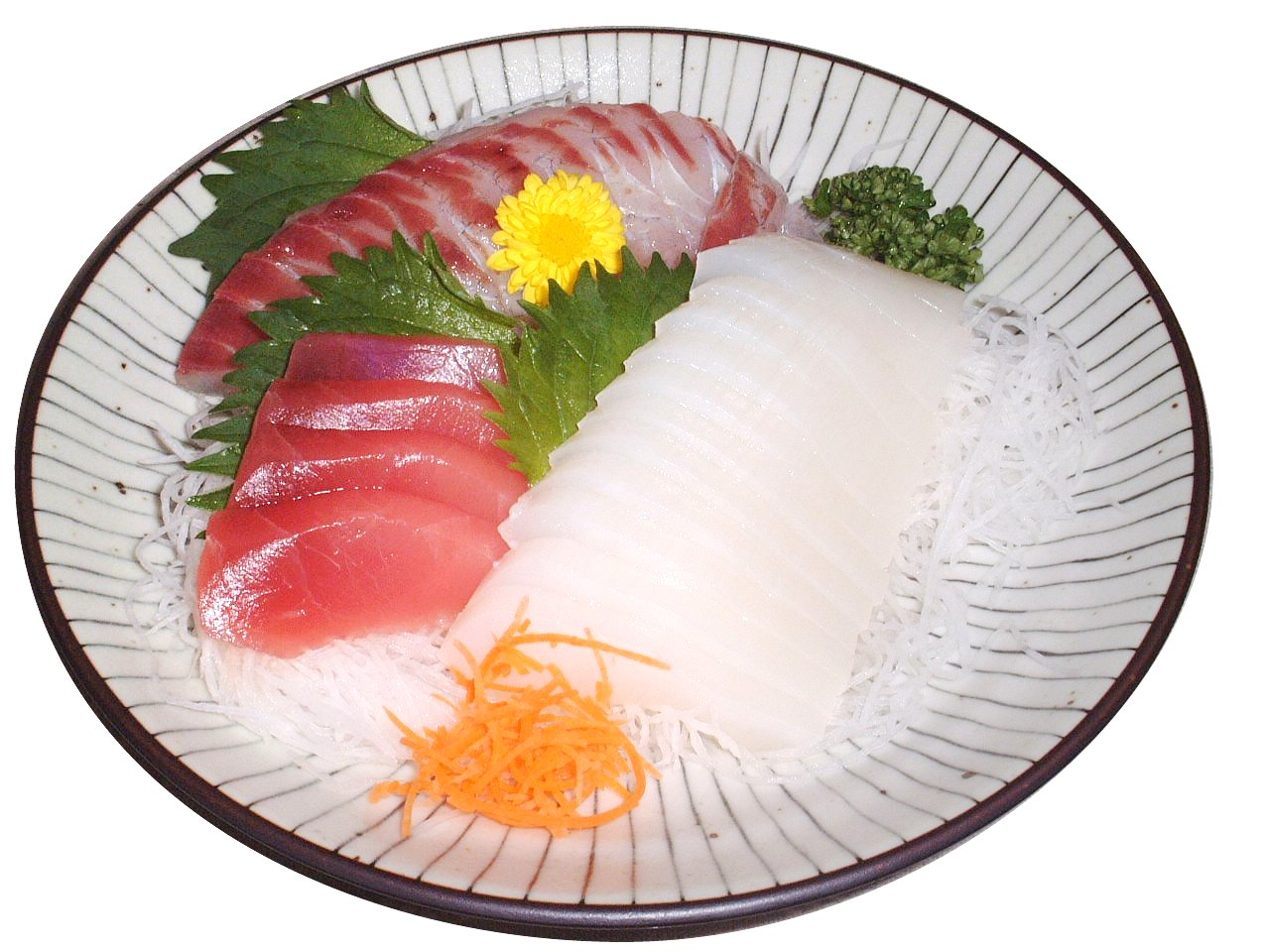

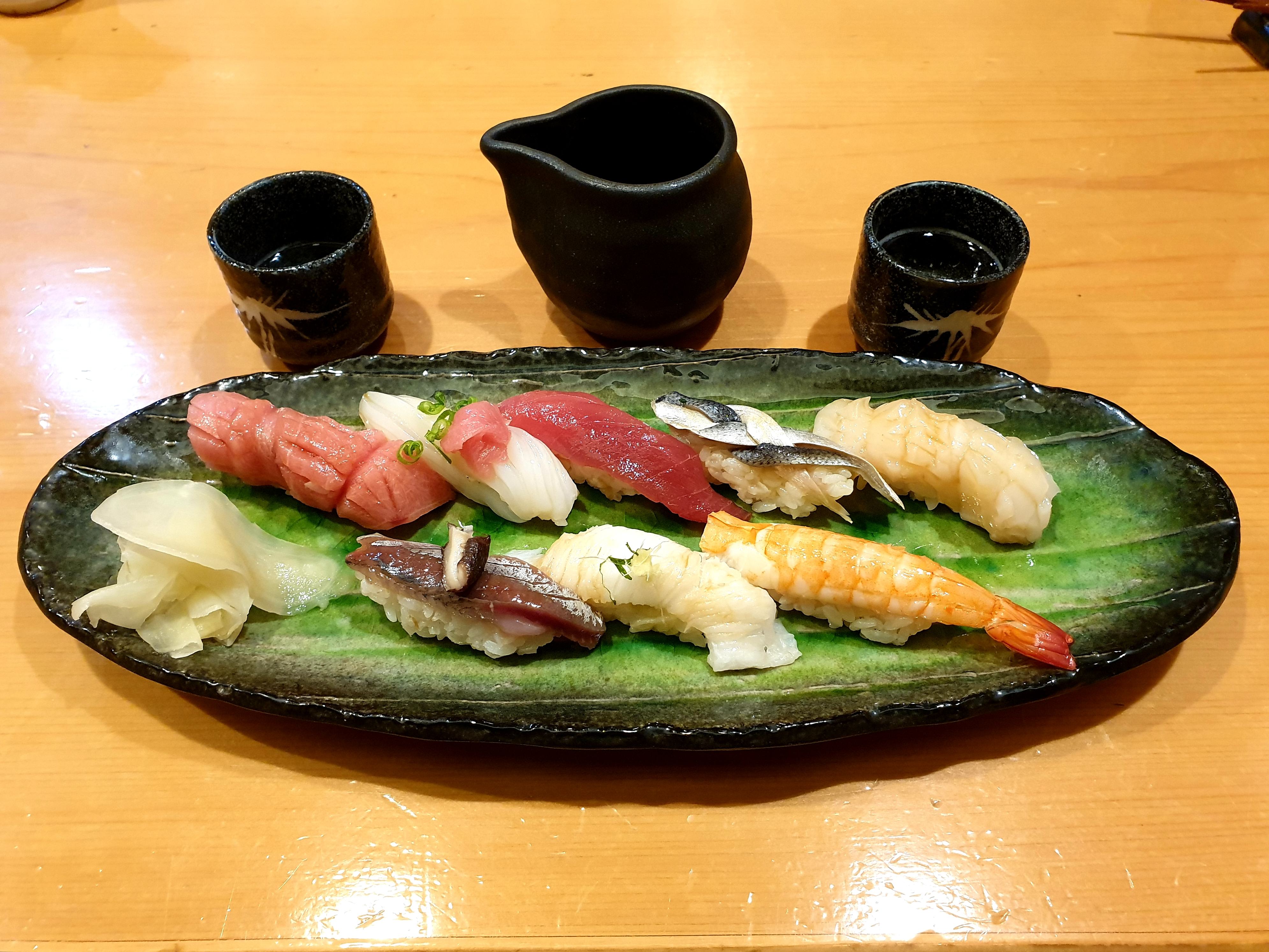

Сашімі, сашимі, також сасимі, сасімі (яп. 刺身,　さしみ, saɕimi) — страва японської кухні, тонко нарізане філе різноманітних сортів риб, інших морепродуктів або, зрідка, м'яса. Продукти використовуються тільки в сирому вигляді. Подається разом із соєвим соусом, японським хріном васабі, тонко нарізаною редькою і листами сісо. У ресторанах за межами Японії часто готується із замороженої, а не свіжої риби. 